# Pastvisko u Lednice
Pastvisko u Lednice je národní přírodní památka severně od obce Lednice v okrese Břeclav. Oblast spravuje Správa CHKO Pálava.
Důvodem ochrany je zachování mokřadního biotopu pro vzácné druhy živočichů. Hnízdí tam husa velká, (Anser anser) bukáček malý (Ixobrychus minutus), polák malý (Aythya ferina), čáp černý (Ciconia nigra), chřástal vodní (Rallus aquaticus), rákosník velký (Acrocephalus arundinaceus), žluva hajní (Oriolus oriolus), konipas luční (Motacilla flava), kopřivka obecná (Mareca strepera), potápka malá (Tachybaptus ruficollis), potápka roháč (Podiceps cristatus) a další ptáci, obojživelníky zastupuje čolek dunajský (Triturus dobrogicus), skokan ostronosý (Rana arvalis), skokan krátkonohý (Pelophylax lessonae), rosnička zelená (Hyla arborea), kriticky ohrožena blatnice skvrnitá (Pelobates fuscus) a další, z kriticky ohrožených rostlin je zastoupena bledule letní (Leucojum aestivum), bublinatka obecná (Utricularia vulgaris) a pryšec lesklý (Euphorbia lucida). Vodní toky obývá i několik bobřích rodin (Castor fiber).

## Galerie

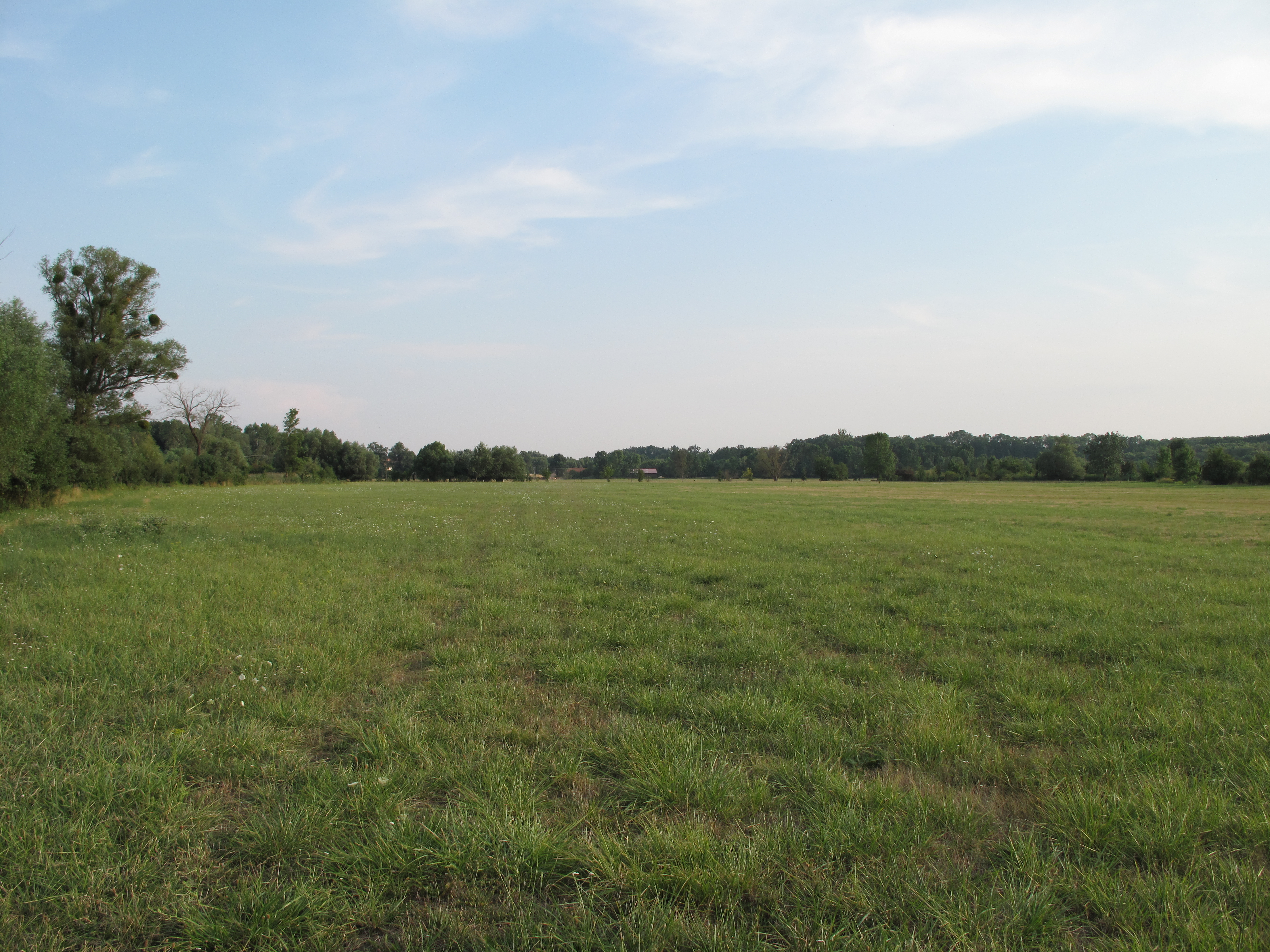
Louka
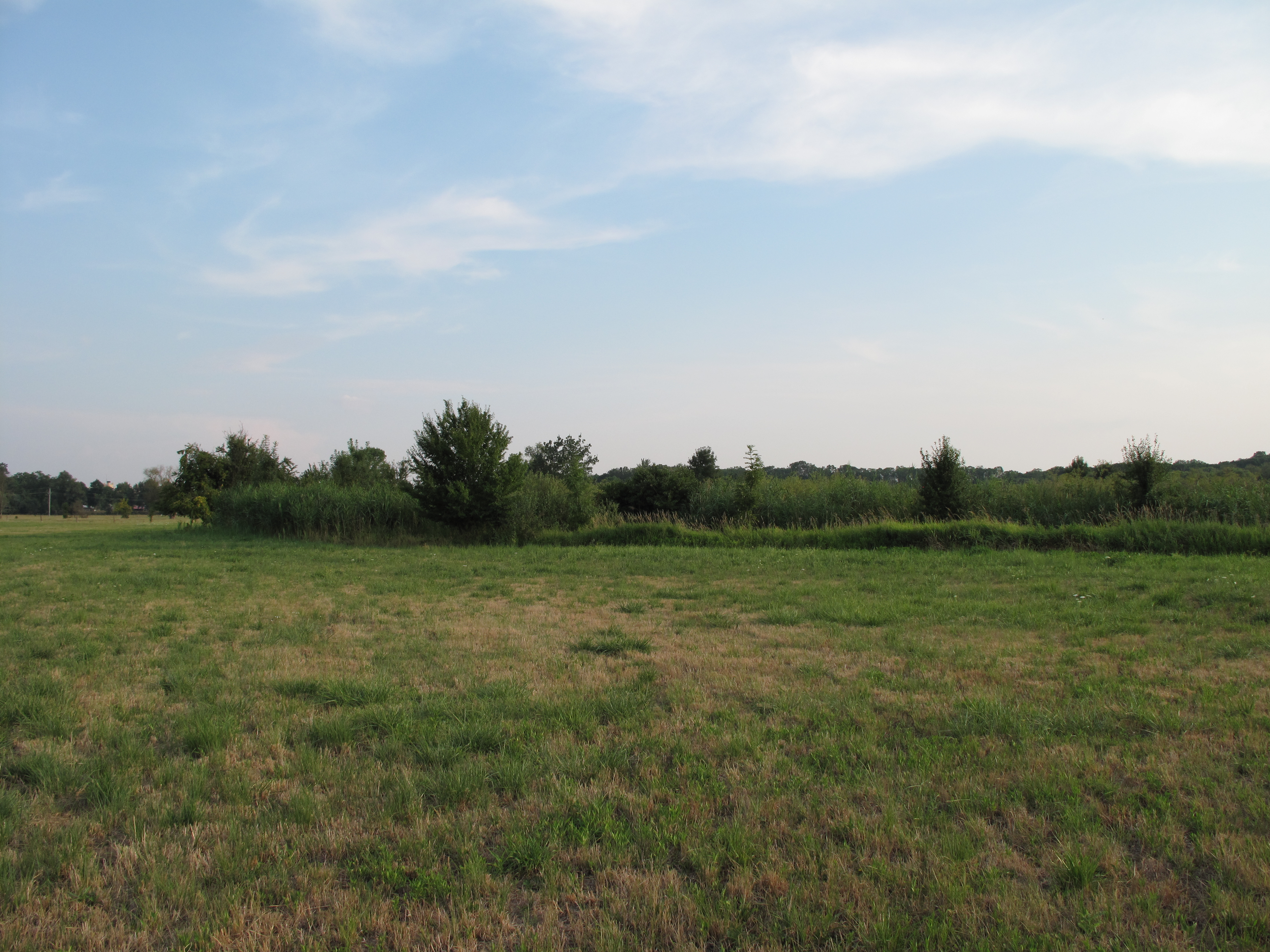
Část zarostlá rákosem
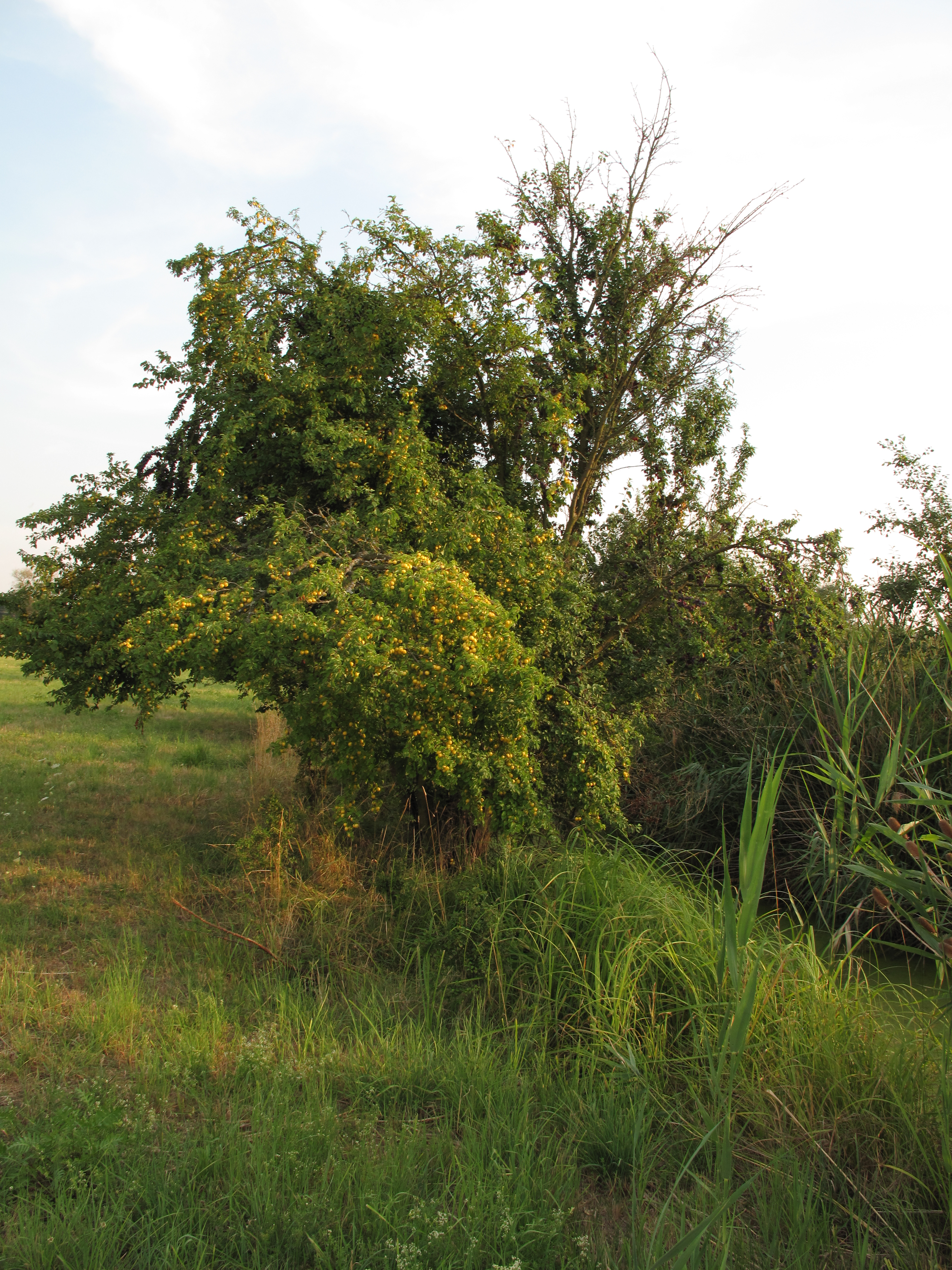
Špendlík
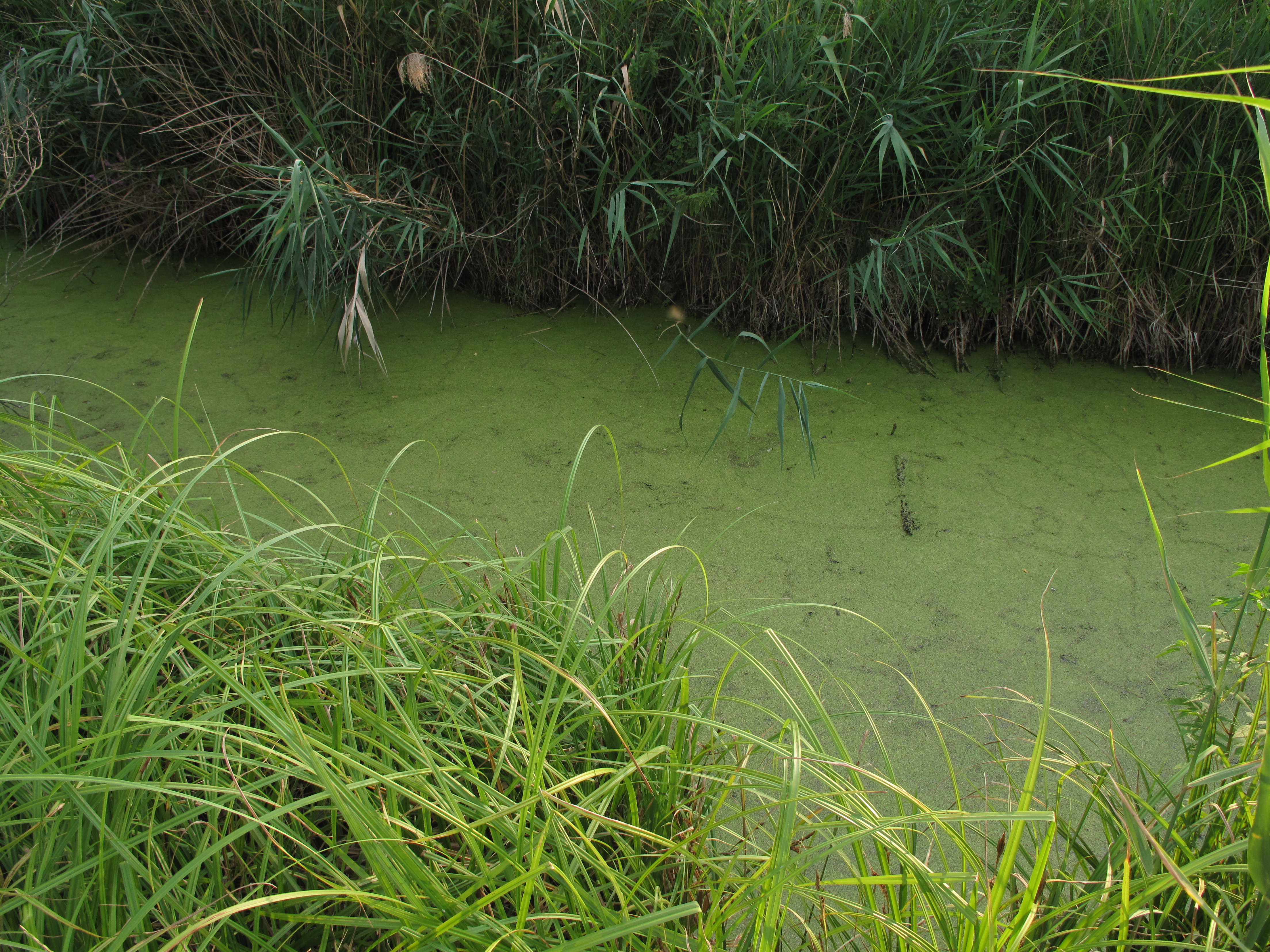
Stojatá voda